# Динамо (женский волейбольный клуб, Краснодар)
«Дина́мо» (Краснодар) — российский женский волейбольный клуб.

## Достижения
- 3-кратный обладатель Кубка России — 1994, 2014, 2015.
  - двукратный серебряный призёр Кубка России — 1995, 2010.
  - 5-кратный бронзовый призёр Кубка России — 1996, 2011, 2012, 2013, 2020.
- В чемпионатах СССР лучший результат 6-е место в 1971 году.
- 3-кратный бронзовый призёр чемпионатов России — 2010, 2011, 2016.
- Двукратный победитель Кубка Европейской конфедерации волейбола (ЕКВ) — 2015, 2016;
  - Финалист Кубка ЕКВ 2011.
- Победитель Кубка вызова ЕКВ — 2013.

## История
Женская волейбольная команда «Динамо» (Краснодар) была образована в 1946 году и является одной из старейших команд, ныне выступающих в российской суперлиге. Бо́льший игровой стаж среди участников ведущего дивизиона чемпионата России  имеют только «Ленинградка» и московское «Динамо». При этом за прошедшие 77 лет команда ни разу не меняла своего названия.
Уже в год своего образования «Динамо» дебютировало в чемпионате СССР, заняв 11-е место среди 18 команд. После этого на протяжении 9 лет волейболистки с берегов Кубани участвовали только в республиканских соревнованиях. Возвращение «динамовок» на всесоюзную арену про-изошло в 1955 году, после чего они не покидали группу «А» (ведущий дивизион) вплоть до 1966 года. Серьёзных успехов команда не добивалась, занимая места в основном в нижней части турнирной таблицы. В 1971 «Динамо» вернулось в группу «А», но лишь на три сезона. Закрепиться в элите советского женского волейбола команда, регулярно поставлявшая игроков в ведущие клубы Советского Союза, не смогла и в 1973 покинула высшую лигу, а через год не смогла удержаться и в первой, выбыв из числа участников чемпионатов СССР.
С 1992 года «Динамо» (Краснодар) – неизменный участник чемпионатов России. В 1993 кубанские волейболистки вышли в высшую лигу «А» (с 1995 – суперлига), а в следующем году впервые выиграли Кубок России. В чемпионатах России «динамовки» занимали 6−7-е места, а в 1998, одержав всего 6 побед в 40 матчах, замкнули турнирную таблицу и выбыли в высшую лигу.
Вернуться в суперлигу краснодарское «Динамо» смогло только в 2009 году. Серьёзно укрепив состав, команда дважды подряд становилась обладателем бронзовых наград чемпионата.
В последующие годы «Динамо» неизменно входило в число лидеров женского российского волейбола. За команду выступало большое количество ведущих российских и зарубежных спортсменок. В 2014 и 2015 «Динамо» выигрывало Кубок России, а в 2016 – в третий раз в своей истории «бронзу» чемпионата страны. В 2013 краснодарская команда громко заявила о себе и на европейской арене, выиграв Кубок вызова ЕКВ, а в 2015 и 2016 годах – Кубок Европейской конфедерации волейбола (второй по значимости клубный трофей Европы).
С 2016 клуб стал преследовать финансовый кризис, следствием чего стал спад результатов команды, а в 2018 «Динамо» и вовсе финишировало на последнем месте в чемпионате России. 
В 2019−2021 годах краснодарские волейболистки трижды подряд занимали итоговую 7-ю строчку турнирной таблицы, а в 2022 и 2023 становились восьмыми.

## Результаты

### Чемпионаты СССР
| Сезон   | Лига                                    | Место |
| ------- | --------------------------------------- | ----- |
| 1946    |                                         | 11    |
| 1955    | Класс «А»                               | 8     |
| 1957    | Класс «А»                               | 9     |
| 1958    | Класс «А»                               | 9     |
| 1960    | Класс «А»                               | 10    |
| 1961    | Класс «А»                               | 11    |
| 1961/62 | Класс «А»                               | 14    |
| 1965    | Класс «А»                               | 14    |
| 1966    | Класс «А», 1-я группа                   | 11    |
| 1968    | Класс «А», 2-я группа                   | 5     |
| 1969    | Класс «А», 2-я группа Переходный турнир | 3 5   |
| 1970    | Класс «А», 2-я группа                   | 1     |
| 1971    | Класс «А», 1-я группа                   | 6     |
| 1972    | Высшая лига                             | 8     |
| 1973    | Высшая лига                             | 12    |
| 1974    | Первая группа                           | 5     |
| 1985/86 | Первая лига                             | 7     |
| 1986/87 | Первая лига                             | 9     |
| 1987/88 | Первая лига                             | 8     |
| 1988/89 | Первая лига                             | 11    |

### Чемпионаты России
| Сезон     | Лига                     | Место |
| --------- | ------------------------ | ----- |
| 1991/92   | Первая лига              | 8     |
| 1992/93   | Высшая лига «Б»          | 2     |
| 1993/94   | Высшая лига «А»          | 6     |
| 1994/95   | Высшая лига «А»          | 7     |
| 1995/96   | Суперлига                | 7     |
| 1996/97   | Суперлига                | 6     |
| 1997/98   | Суперлига                | 12    |
| 1998/99   | Высшая лига (Европа)     | 8     |
| 1999/2000 | Высшая лига (Европа)     | 7     |
| 2000/01   | Высшая лига (Европа)     | 5     |
| 2001/02   | Высшая лига «А»          | 5     |
| 2002/03   | Высшая лига «А»          | 4     |
| 2003/04   | Высшая лига «А»          | 3     |
| 2004/05   | Высшая лига «А» (Европа) | 7     |
| 2005/06   | Высшая лига «А» (Европа) | 5     |
| 2006/07   | Высшая лига «А» (Европа) | 7     |
| 2007/08   | Высшая лига «А» (Европа) | 8     |
| 2008/09   | Высшая лига «А»          | 1     |
| 2009/10   | Суперлига                | 3     |
| 2010/11   | Суперлига                | 3     |
| 2011/12   | Суперлига                | 5     |
| 2012/13   | Суперлига                | 6     |
| 2013/14   | Суперлига                | 4     |
| 2014/15   | Суперлига                | 5     |
| 2015/16   | Суперлига                | 3     |
| 2016/17   | Суперлига                | 5     |
| 2017/18   | Суперлига                | 10    |
| 2018/19   | Суперлига                | 7     |
| 2019/20   | Суперлига                | 7     |
| 2020/21   | Суперлига                | 7     |
| 2021/22   | Суперлига                | 8     |
| 2022/23   | Суперлига                | 8     |
| 2023/24   | Суперлига                | 9     |
| 2024/25   | Суперлига                | 8     |

## Воспитанницы клуба в сборных СССР и России
Воспитанницами краснодарского волейбола является целый ряд волейболисток, представлялвших в сборных СССР, СНГ и России лучшие советские и российские команды:
- Валентина Огиенко — олимпийская чемпионка 1988, чемпионка мира 1990, многократная чемпионка Европы, СССР и России, призёр олимпийских игр, розыгрышей Кубка мира, чемпионатов мира и Европы.
- Вера Дуюнова (Галушка) — двукратная олимпийская чемпионка (1968 и 1972), чемпионка мира 1970, призёр мирового первенства 1974.
- Наталья Кудрева — олимпийская чемпионка 1972.
- Людмила Щетинина — призёр Олимпийских игр 1976, двукратный призёр чемпионатов мира, многократная чемпионка СССР.
- Зоя Юсова — призёр Олимпийских игр 1976, многократная чемпионка СССР.

В ноябре 2010 года чемпионками мира стали две волейболистки краснодарского «Динамо» — Евгения Старцева и Елена Муртазаева.
В сентябре 2013 Наталья Дианская и Анна Матиенко, перешедшие в межсезонье в краснодарское «Динамо», в составе сборной России выиграли золотые медали чемпионата Европы. Также чемпионкой Европы стала и ещё одна волейболистка клуба — заслуженный мастер спорта Светлана Крючкова.

## Волейбольный клуб «Динамо» Краснодар
ВК «Динамо» (Краснодар) включает две женские волейбольные команды:
- «Динамо» — выступает в суперлиге
- «Динамо»-2 — выступает в Молодёжной Лиге.

Президент клуба — Сергей Кучерук, генеральный директор — Андрей Макаров.

## Арена
Домашние матчи «Динамо» (Краснодар) проводит во дворце спорта «Олимп». Адрес в Краснодаре: Береговая улица, 144.

## Сезон 2024—2025

### Переходы
- Пришли: Е.Евдокимова («Динамо» Москва), Я.Симоненко («Сарыер», Турция), К.Курносова («Уралочка-НТМК»), В.Шубина («Спарта»), А.Лабзина («Липецк»), Ж.Шелепенькина («Динамо-Ак Барс»-УОР).
- Ушли: О.Соловьёва, А.Подскальная, Е.Ткачёва, С.Масалёва, К.Соколова, В.Шевчук, А.Жукова.
- Отзаявлена: А.Видинеева.

### Состав
| №  | Имя, фамилия         | Год рождения | Рост | Амплуа      | Гражданство |
| -- | -------------------- | ------------ | ---- | ----------- | ----------- |
| 2  | Мария Боговская      | 2001         | 187  | нападающая  | Россия      |
| 3  | Варвара Шубина       | 2002         | 173  | либеро      | Россия      |
| 4  | Анастасия Лабзина    | 2005         | 180  | нападающая  | Россия      |
| 5  | Жанна Шелепенькина   | 2005         | 180  | нападающая  | Россия      |
| 6  | Кристина Курносова   | 1997         | 177  | либеро      | Россия      |
| 7  | Екатерина Синицына   | 1997         | 183  | связующая   | Россия      |
| 8  | Ксения Опря          | 2005         | 182  | нападающая  | Россия      |
| 10 | Екатерина Евдокимова | 1994         | 190  | центральная | Россия      |
| 12 | Дарья Рысева         | 1998         | 185  | связующая   | Россия      |
| 15 | Алина Афиногенова    | 2006         | 194  | нападающая  | Россия      |
| 16 | Римма Гончарова      | 1995         | 188  | центральная | Россия      |
| 17 | Ярослава Симоненко   | 1996         | 190  | нападающая  | Россия      |
| 18 | Юлия Подскальная     | 1989         | 190  | центральная | Россия      |
| 19 | Мария Воробьёва      | 1998         | 185  | нападающая  | Россия      |
| 21 | Алиса Глущенко       | 2001         | 187  | нападающая  | Россия      |

- Главные тренеры — Павел Забуслаев (до января 2025); Алексей Бабешин.
- Старший тренер — Александр Перепёлкин.
- Тренеры — Игорь Киселёв, Андрей Климин.
- Тренер-аналитик — Денис Чаус.